# سنجاب پرنده تمینک
سنجاب پرنده تمینک (نام علمی: Petinomys setosus) نام یک گونه از سرده موش پروازی است.